# Sauber C22
La Sauber C22 è una monoposto di Formula 1 che ha preso parte alla stagione 2003 ed è la terza progettata da Willy Rampf.
È stata guidata dai piloti tedeschi Nick Heidfeld e Heinz-Harald Frentzen con Neel Jani come collaudatore ufficiale. Il motore utilizzato fu il Petronas 03A V10. Lo sponsor principale della macchina era Credit Suisse.

## Stagione
La miglior prestazione di questa macchina fu ottenuta nel Gran Premio degli Stati Uniti sul circuito di Indianapolis dove riuscì a guadagnare 10 punti con Heidfeld che finì la gara in quinta posizione e Frentzen che raggiunse il terzo posto salendo sul gradino più basso del podio. Il team si classifico sesto nel Mondiale Costruttori 2003, guadagnando diciannove punti in sedici gare. A fine campionato la squadra si classifico al sesto posto nel Mondiale Costruttori, una posizione in meno rispetto alla quinta posizione raggiunta nella stagione 2002, quando fu utilizzata la Sauber C21.

## Risultati completi in Formula 1
| Anno | Team   | Motore               | Gomme | Piloti   |     |   |     |    |     |     |     |     |   |    |    |     |     |    |   |     | Punti | Pos. |
| ---- | ------ | -------------------- | ----- | -------- | --- | - | --- | -- | --- | --- | --- | --- | - | -- | -- | --- | --- | -- | - | --- | ----- | ---- |
| 2003 | Sauber | Petronas 03A 3.0 V10 | B     | Heidfeld | Rit | 8 | Rit | 10 | 10  | Rit | 11  | Rit | 8 | 13 | 17 | 10  | 9   | 9  | 5 | 9   | 19    | 6º   |
| 2003 | Sauber | Petronas 03A 3.0 V10 | B     | Frentzen | 6   | 9 | 5   | 11 | Rit | NP  | Rit | Rit | 9 | 12 | 12 | Rit | Rit | 13 | 3 | Rit | 19    | 6º   |

| Legenda | 1º posto     | 2º posto | 3º posto    | A punti         | Senza punti/Non class.  | Grassetto – Pole position Corsivo – Giro più veloce |
| Legenda | Squalificato | Ritirato | Non partito | Non qualificato | Solo prove/Terzo pilota | Grassetto – Pole position Corsivo – Giro più veloce |